# Oreste Arpè
Oreste Arpè (ur. 18 czerwca 1889 w La Spezia, zm. 31 maja 1977 tamże) – włoski zapaśnik walczący w stylu klasycznym. Olimpijczyk ze Sztokholmu 1912, gdzie odpadł w czwartej rundzie w wadze półciężkiej.

## Letnie Igrzyska Olimpijskie 1912
| Konkurencja          | Rundy eliminacyjne  | Rundy eliminacyjne   | Rundy eliminacyjne    | Rundy eliminacyjne   | Klas. końcowa |
| Konkurencja          | Przeciwnik I        | Przeciwnik II        | Przeciwnik III        | Przeciwnik IV        | Miejsce       |
| -------------------- | ------------------- | -------------------- | --------------------- | -------------------- | ------------- |
| 87 kg styl klasyczny | Oskar Kumpu (FIN) Z | Lennart Lind (FIN) Z | August Rajala (FIN) P | Ivar Böhling (FIN) P | IV runda      |